# Yonekura Masanaga
Yonekura Masanaga est un nom japonais traditionnel ; le nom de famille (ou le nom d'école), Yonekura, précède donc le prénom (ou le nom d'artiste).
Yonekura Masanaga (米倉昌寿, 21 février 1793-7 mai 1863) est le 7e daimyō du domaine de Mutsuura dans la province de Musashi au sud du Honshū au Japon (aujourd'hui l'arrondissement de Kanazawa-ku à Yokohama, préfecture de Kanagawa) et 10e chef du clan Yonekura. Son titre de courtoisie est Tango-no-kami.

## Biographie
Yonekura Masanaga est le troisième fils de Kutsuki Masatsuna, daimyō du domaine de Fukuchiyama dans la province de Tango. En 1812, à la mort de Yonekura Masanori, 6e daimyō du domaine de Mutsuura, il est adopté dans le clan Yonekura. En juin 1812, il est présenté au shogun Tokugawa Ienari et confirmé daimyō de Mutsuura.
En tant que daimyō, Yonekura Masanaga est affecté à plusieurs postes de cérémonies comme garde de différentes portes du château d'Edo. Le 24 juin 1860, il transmet ses tires à son sixième fils, Yonekura Masakoto, et se retire. Il décède trois ans plus tard, le 7 mai 1863 à l'âge de 70 ans.
Sa tombe se trouve au Hase-dera situé dans l'arrondissement de Shibuya à Tokyo.
Masanaga est le père de six fils et deux filles de son épouse officielle, une fille de Manabe Akihiro, daimyō du domaine de Sabae, ainsi que de deux fils et deux filles d'une concubine, la fille d'Itakura Katsunaga, daimyō du domaine de Fukushima dans la province de Mutsu.

## Source de la traduction
- (en) Cet article est partiellement ou en totalité issu de l’article de Wikipédia en anglais intitulé « Yonekura Masanaga » (voir la liste des auteurs).